# 길이의 단위

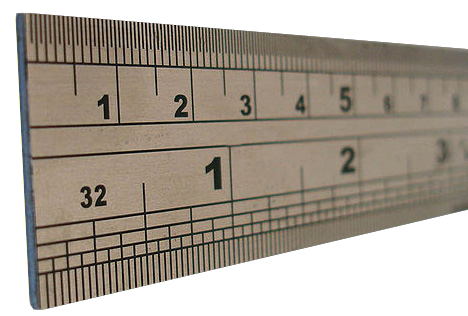
센티미터(위)와 인치(아래)를 표기한 자.

길이의 단위는 길이 측정을 위해 쓰이는 임의로 선택된 기준이나 수용된 참조 기준을 말한다.
길이·시간·무게·온도 등 갖가지 물리량 중에서 가장 간단하게 측정되는 것이 길이이다.  길이에 대한 단위가 필요하게 된 원인의 하나는 농경지나 거주지의 경계선을 확정하기 위해서였을 것이다. 현재 영국과 미국 등에서는 관례적으로 푸트가 사용되고 있는데, 이는 사람의 발길이에 유래하고 있다. 고대의 문명이 발달한 지방에서의 단위도 오늘날의 푸트와 같은 정도였을 것이다. 그 이유는 기구가 없더라도 걸음으로써 간단히 측정할 수 있다는 점과, 택지나 농경지 따위는 푸트를 단위로 하여도 무방하기 때문이었을 것이다. 한편, 우리나라를 비롯한 중국·일본 등은 예부터 '척'으로 길이의 단위로 삼아 왔으나 현대에는 계량법에 의거, 미터법을 사용하고 있다.

## 같이 보기
- 크기 정도 (길이)